# Вершина ветви красных гигантов
Верши́на ве́тви кра́сных гига́нтов (англ. Tip of the red-giant branch, TRGB) — индикатор расстояния, связанный со светимостью ярчайших звёзд ветви красных гигантов галактики. Он использовался совместно с наблюдениями на телескопе «Хаббл» для определения относительных движений в Местной группе галактик в пределах Местного сверхскопления.

Эволюционный трек звезды с массой Солнца, на котором виден разрыв после вершины ветви красных гигантов.

Диаграмма Герцшпрунга — Рессела представляет собой график зависимости светимости от поверхностной температуры для выборки звёзд. В течение эволюционной стадии горения водорода звезда типа Солнца находится на диаграмме на диагональной полосе, называемой главной последовательностью. Когда водород в ядре заканчивается, энергия выделяется за счёт горения водорода в оболочке вокруг ядра. В центре звезды накапливается гелий, звезда перемещается по диаграмме направо и вверх. Поверхностная температура уменьшается, светимость возрастает по мере увеличения площади поверхности звезды.
В определённой точке гелий в ядре достигает давления и температуры, при которых возможно начало тройной гелиевой реакции. Для звезды с массой менее 1,8 масс Солнца начало данной стадии связано с гелиевой вспышкой
. Эволюционный трек звезды в этот момент направляется в левую часть диаграммы, поскольку температура поверхности возрастает. В результате в эволюционном треке возникает разрыв, называемый вершиной ветви красных гигантов.
Когда далёкие звёзды на вершине ветви красных гигантов наблюдаются в полосе I (инфракрасный диапазон), то светимость почти не зависит от содержания элементов тяжелее гелия или от массы; абсолютная звёздная величина равна –4,0 ± 0,1, что позволяет  использовать объекты на вершине ветви красных гигантов как индикаторы расстояния для старых популяций звёзд (звёздное население второго типа).